# Beat Kappeler (Saxophonist)

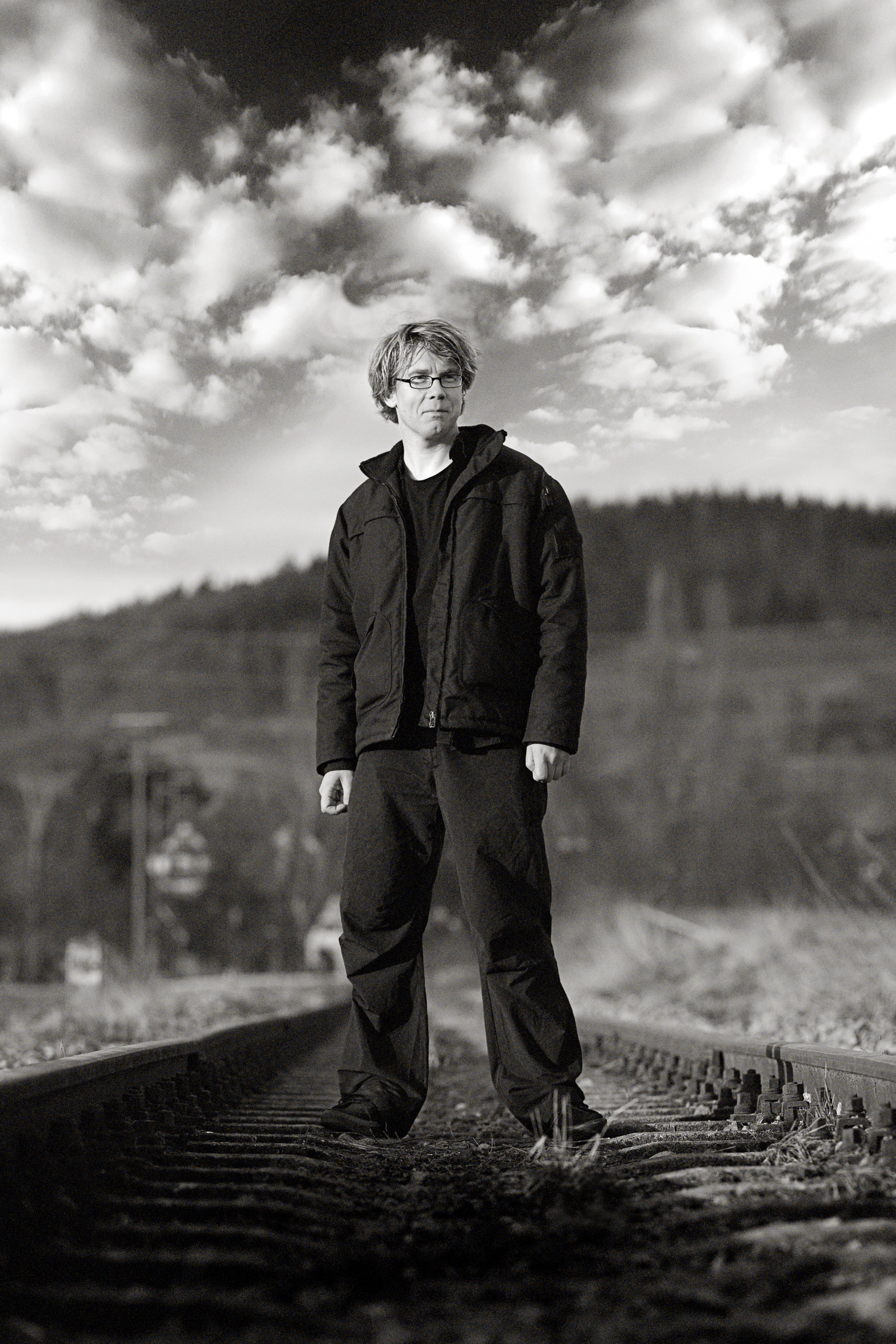
Beat Kappeler, 2009

Beat Kappeler (* 24. März 1970 in Dornach) ist ein Schweizer Saxophonist.

## Leben
Kappeler wuchs in Reinach auf und besuchte ab dem zehnten Lebensjahr Saxophonunterricht. Er erhielt das Lehrdiplom für Saxophon an der Musikakademie Basel bei Iwan Roth sowie das Konzertreifediplom für Saxophon an der Musikhochschule Zürich bei Markus Weiss. Er gehört mehreren Kammermusikensembles und Orchestern (Sinfonieorchester Basel) an.
Beat Kappeler ist Gründungsmitglied des ARTE Quartetts und spielte mit diesem an verschiedenen Festivals. Daraus entstanden verschiedene Projekte und neue Formationen, unter anderem mit Terry Riley, Tim Bernes Science Friction, Fred Frith, Pierre Favres Grand Ensemble, Lucas Nigglis Zoom und dem Rabih Abou-Khalil Trio. Seit über zehn Jahren ist er festes Mitglied von Kaspar Ewalds Exorbitantem Kabinett. Daneben unterrichtet er als Saxophonlehrer an der Musikschule in Reinach sowie an den Gymnasien von Muttenz, Münchenstein und Liestal.

## Diskografie (Auswahl)
- 2002: The Sevens, ARTE Quartett, Tim Berne, Marc Ducret, David Torn. New World Records 80586-2
- 2004: Räuber, Kaspar Ewalds Exorbitantes Kabinett. Altrisuoni AS 140
- 2004: Saxophones, ARTE Quartett, Pierre Favre, Michel Godard. Intakt Records CD 091
- 2005: ARTE Quartett, ARTE Quartett. MGB CTS-M 95
- 2005: Assassin Reverie, ARTE Quartett, Terry Riley. New World Records 80558-2
- 2006: Reptil, Kaspar Ewalds Exorbitantes Kabinett. Altrisuoni AS 198
- 2007: Crash Cruise, ARTE Quartett, Lucas Niggli, Nils Wogram, Philipp Schaufelberger. Intakt Records CD 130
- 2008: Ritter, Kaspar Ewalds Exorbitantes Kabinett. Altrisuoni AS 264
- 2009: Big Picture, ARTE Quartett, Fred Frith, Lucas Niggli, Katharina Weber. Intakt Records CD 156
- 2009: Different Worlds, ARTE Quartett. Marsyas MAR-1804 2